# トルコ石
トルコ石（トルコいし、turquoise、ターコイズ）は、青色から緑色の色を持つ不透明な鉱物。化学的には水酸化銅アルミニウム燐酸塩であり、化学式では CuAl6(PO4)4(OH)8·4H2O と表される。良質のものは貴重であり、宝石とみなされる。
その色合いのために、数千年の昔から装飾品とされてきた。近年では他の多くの不透明の宝石と同様に、表面処理されたものや模造品・合成品が市場に出回っていて問題となっている。専門家でもその鑑定は難しい。宝石学者ジョージ・フレデリック・クンツによれば、大プリニウスの『博物誌』に「カッライス（callais）」として登場する宝石が現在のトルコ石の古名に当たるが、当時から盛んに模造品が作られていたという。

## 語源
英語では turquoise （ターコイズ）と言い、フランス語の pierre turquoise （トルコの石）に由来する。十字軍（東方の文物が西ヨーロッパに到来するきっかけ）の時代にヨーロッパに広まったため、この石が「トルコの石」と呼ばれるようになったばかりか、もとは古フランス語で「トルコの｣を表す形容詞だった"turquoise"と言う語が、青の色みの一つを表すようにもなった。
後述のとおり、かつてペルシアと呼ばれた現在のイラン周辺は、少なくとも2000年来トルコ石の主要な産地として知られ、9世紀以来トルコ系王朝が興亡を繰り返したホラーサーンには最も古い鉱脈があった。つまり最初にヨーロッパに認識された「トルコ石」がトルコ人の国のものであったというのが、トルコ石と呼ばれる所以である。
なお、これは幾分かの誤解を含んでおり、トルコでトルコ石が産出されたわけではなく、アトラス山脈周辺の砂漠で産出されたものが貿易でトルコを経由してヨーロッパへ広がったのちになじみの深い宝石になり、「トルコ石」と呼ばれるようになったという説が存在する。現在のトルコからトルコ石の産出はない。

## 性質
特徴
- 純度の高いものは鮮やかな青色だが、不純物に鉄を含むと緑色に近くなる。青色のものほど上級とされるが、チベットでは緑色のトルコ石が珍重される。
- 銅やアルミニウムを含むリン酸塩の岩石に水の作用が働いたときにできる。鉱床は、乾燥地帯で発見されることが多い。
- 熱と日光に弱いため屋外に放置しない。

物性

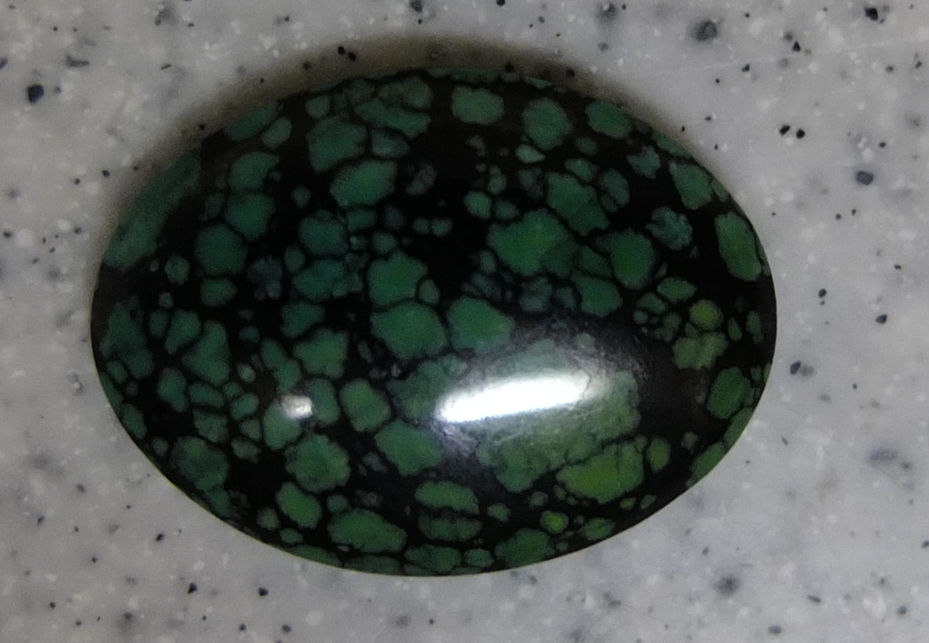
蜘蛛の巣模様の入るトルコ石

トルコ石は良質のものでもやや脆い。モース硬度では6以下。
トルコ石は単結晶を作ることがほとんどない隠微晶質鉱物なので、性質は変異に富む。X線回折によると、結晶系は三斜晶系である。硬度と同様に比重も小さく、 2.60 – 2.90 である。また多孔質である（これらの性質は結晶の粒度に左右される）。
トルコ石は一般に不溶性だが、熱した塩酸には溶ける。条痕は薄く青みがかった白。断口は貝殻状で、ろう光沢が残る。トルコ石は宝石の中では比較的柔らかいが、よい磨き粉になる。トルコ石の表面に黄鉄鉱が斑点状に分布していたり、暗い色の褐鉄鉱の筋が網目状に入っていることがある。
光学特性
トルコ石の光沢は、通常はろう光沢～準ガラス光沢である。通常は不透明であるが、薄いものでは半透明性を示すことがある。色も変化に富んでいて、白～淡青色～空色、または青緑色～黄緑色の範囲に変化する。青色は銅による発色であり、緑は不純物の鉄によるものか、または脱水によるものである。
トルコ石の屈折率は約 1.61 – 1.62 である（589.3nmのナトリウム光による計測）。この値は宝石用屈折計で得られた単一の値の中間値であるが、トルコ石がほとんどの場合多晶質であることが影響を与えている。希な単結晶標本から、1.61 - 1.65（0.040の差は複屈折によるもの）という屈折率が得られている。小型の分光計で吸収スペクトルを見ることができ、432nmの鋭い吸収と460nm付近の弱い吸収帯を示す（これは強い反射光で見るのがよい）。長波長の紫外線を当てると、トルコ石はときに蛍光を発することがあり、緑、黄色、明るい青などに光る。短波長紫外線やX線には反応しない。

## 生成
トルコ石は二次鉱物の一種であるため、先に存在する鉱物が風化し、酸化される過程で、酸性の水溶液が浸透する作用によって生成する。例えば、銅は、黄銅鉱のような一次の硫化銅、もしくは孔雀石または藍銅鉱のような二次の炭酸塩から来ている。アルミニウムは長石に由来する。またリンは燐灰石に由来する。トルコ石の銅が亜鉛に置換するとファウスト石、二価鉄に置換するとアヘイル石となる。
トルコ石がしばしば高度に変成された火山岩中の穴および裂け目を埋めるか覆うような形で、褐鉄鉱や他の酸化鉄とともに乾燥地帯で見つけられることから、気候要因は、重要な役割を果たすようである。アメリカの南西部では、トルコ石は、ほとんど常に斑岩の貫入を受けたカリウム長石の中もしくは周辺にあり、硫化銅の鉱床の風化生成物を伴っている。明礬石（カリウム・アルミニウム硫酸塩）が顕著な二次鉱物である場合もある。基本的に、トルコ石の鉱物化は20メートル未満の比較的浅い深度に限られるが、二次溶液がより大きな浸透を起こしている場合は20メートルより深い裂け目に沿っても起こる。
トルコ石の持つ特徴は、二次鉱物か、溶解物による富化により生成する起源と矛盾無く説明できるが、一部には深成起源としている文献もある。深成起源仮説は、水溶液が熱水作用によりかなりの深さで発生するとする説である。最初に、これらの溶液は、先に存在した鉱物と相互作用し必須元素をろ過しながら、高温で表層に向かって上方へ上昇する。溶解液が冷えるとともに、周囲の岩にある穴や裂け目に沿ってトルコ石が沈殿するというものである。この深成プロセスはオリジナルの硫化銅の沈殿物に対しては適用可能であるが、深成プロセスによってトルコ石発生の多くの特徴を説明することは困難である。すなわち、トルコ石の粒子の中に90–190℃の高い温度で均質化する二相液体包有物があるという報告されているためである。
トルコ石は常にほとんど隠微晶質で、重く、また決まった外形を持たない。結晶は微視的な規模でさえ、非常にまれである。通常は、石理や裂け目を埋める形、団塊状、または葡萄の房状である。 この他、鍾乳石状のものも報告されている。さらに、トルコ石は仮晶として長石、燐灰石、他の鉱物あるいは化石などと入れ替わることがある。骨トルコ石は、化石の骨あるいは象牙であるが、これまでは、鉄のリン酸塩である藍鉄鉱のような鉱物と、トルコ石や同様のリン酸塩鉱物とが置き換わってできたと考えられてきた。さらに、珪孔雀石のような他の二次の銅の鉱物を伴った相互成長も、広く見られる。

## 産出
トルコ石は人類が初期に掘り出した宝石のひとつであり、歴史的な産出場所は既に多くが枯渇しているが、今日でも稼動しているものもある。これらは、鉱脈の範囲が狭く、また人里離れているために、いずれも小規模で、季節限定の操業である。ほとんどが手作業で、機械化はわずかか、またはまったくされていない。しかし、特に米国では、トルコ石はしばしば大規模な銅の採掘事業の副産物として回収されている。

### イラン
少なくとも2000年以上にわたり、ペルシャとして知られたこの地域は、トルコ石のもっとも主要な産地だった。というのも、高品位の素材が最も一貫して採取されていたためである。この「完璧な色合い」の鉱脈は、イランのホラーサーン地方の主要都市マシュハドから25キロメートルにある標高2012メートルのアリ・メリサイ山（Ali-mersai）に限られる。これらの採掘所はシナイ半島のものと合わせて、最も古くから知られている。
イランのトルコ石はしばしば長石と置き換わる形で見つかる。一般に白い斑点が付いているが、その色合いと硬さは他の産地のものより優れていると考えられている。イランのトルコ石は何世紀にも渡って採掘され、取引されてきており、おそらくヨーロッパに最初に渡ったのはイランのものであったろう。

### シナイ半島
少なくとも第1王朝（紀元前3000年頃）または恐らくそれ以前から、エジプトではトルコ石がシナイ半島でエジプト人によって採掘され、用いられていた。現地のMonitu人はシナイ半島を「トルコ石の国」と呼んでいた。この地域にはおよそ650平方キロメートルに渡る6か所の鉱山があり、それらすべては半島の南海岸にある。これらの中で歴史上もっとも重要なのは、セラビト・エル・カジムと、ワジ・マガレであり、知られた鉱山の中で最古のものだと言われている。前者はハトホルのための古代の神殿から4キロメートルの場所にある。
このトルコ石は、玄武岩に覆われているか、またはもともと覆われていた砂岩の中で見つかる。銅と鉄の採掘が現在でもこの地域で行われている。大規模なトルコ石の採掘は今日では採算が合わないが、鉱脈はベドウィンが自家製の火薬を使って散発的に採石している。雨が多い冬の季節には、採掘者は鉄砲水の危険に曝される。乾季ですら、無計画に採掘された砂岩の壁が崩壊して死ぬこともあるらしい。
シナイ半島のトルコ石の色合いは、一般的にイランのものよりも緑がかっているが、安定でかなり耐久性があると考えられている。しばしばエジプトのトルコ石と呼ばれているが、シナイ半島のものは一般に最も透明で、拡大鏡で観察すると表面構造には他の産地のものには見られない暗青色の円盤が散りばめられているのが見える。
イスラエルのエイラトの近くでは、トルコ石、クジャク石、珪クジャク石の魅力的な合生が見つかっている。この岩はエイラト石と呼ばれ、しばしばイスラエルの国の石とも言われる。エイラト石は現地の職人によって加工され、観光客に売られている。

### アメリカ合衆国
米国の南西部は、顕著なトルコ石の産地である。アリゾナ州、カリフォルニア州（サンバーナーディーノ、インペリアル及びインヨーの各郡）、コロラド州（コネホス、エルパソ、レイク及びサガチェの各郡）、ニューメキシコ州（エディー、グラント、オテロ及びサンタフェの各郡）、ならびにネバダ州が特に豊富である（またはかつて豊かだった）。ニューメキシコ州セリロスには最も古い鉱山があり、19世紀の終わりには、ニューヨークのティファニーが所有していたため、ティファニー・ターコイズと呼ばれる。1920年代以前にはニューメキシコが国内最大の産地だったが、現在では多かれ少なかれ枯渇している。今日では、カリフォルニアのアパッチ渓谷にある一か所だけが商業的な規模で操業されている。
ここでのトルコ石は、石理か割れ目を埋める形、または小さな塊状で産出する。ほとんどが小さいサイズである。色合いと耐久性においてはイランのものと肩を並べるほど、かなり上質のものがたまに見つかることがあるが、大部分のアメリカ産トルコ石は低いグレードのもの（いわゆるチョーク状トルコ石）である。すなわち、高い鉄の含有率によって緑や黄色が強く、また一般的に脆く、人工処理しなければ宝飾品で用いることができない。
アリゾナは、価値の面では現在最も主要な産地である。鮮やかなビズビーブルーがそこの天然の品質のよい例である。アリゾナ産のものは、多くが銅採鉱の副産物として採取されている。ネバダはもうひとつの国内の大産地であり、歴史上、推定で75から100か所の鉱山が開かれた。ネバダ産のものはしばしば、いわゆる「蜘蛛の巣状の基質（スパイダーウェブ）」を形成する魅力的な茶色や黒の褐鉄鉱の石理で特徴付けられる。ヨーロッパと異なり、アメリカではスパイダーウェブが入っていないトルコ石は価格も安い。世界でもっとも価格の高いトルコ石は、ネバダでほんの少しだけ採掘された濃いブルーに細かなスパイダーウェブの「ランダーブルー」で、現在では数十カラット以上の大きな物は$10,000以上の価格がつく。
1912年にバージニア州キャンプベル郡のリンチステーションで、はっきりとした単結晶のトルコ石の鉱脈が発見された。母岩の上に晶洞を形成していたこの結晶は、非常に小さいものであって1mmは大きい方だった。1980年代まではバージニアは明瞭な結晶が取れる唯一の場所と考えられていたが、現在、これ以外に少なくとも27か所になっている。こういった試料は、収集家に高い価値を付けられている。
利益を回収し需要に応えるための試みとして、ほとんどのアメリカ産トルコ石はある程度人工処理または強化されている。これらの人工処理には、ワックスを塗る無害な方法から、染色や浸透法のようなもっと問題のある方法まで、さまざまである（下記の人工処理の項を参照）。採掘されたままで人工処理されないトルコ石は「ナチュラル」と呼ばれ、価格も高い。

### その他の産地
中国は3000年以上に渡り、少量ながらトルコ石の産地だった。小さな塊状をなす宝石級の品質のものが、湖北省の鄖陽区（Yunxian）及び竹山県（Zhushan）から採掘されたケイ化した大理石の破片から見つかっている。加えて、マルコ・ポーロは、現在の四川省からトルコ石が見つかったと報告している。
ほとんどの中国産トルコ石は輸出されるが、翡翠に似た加工法で加工された彫刻もいくつか存在する。
チベットでは緑色のトルコ石が珍重されるが、宝石級の品質のトルコ石が、東部のDerge（四川省、カンゼ・チベット族自治州、徳格県）、及び西部のNagari-Khorsumの山から産する。
このほかの顕著な産地は以下の通り：アフガニスタン、オーストラリア（ビクトリアとクイーンズランド）、チリ北部（チュキカマタ）、コンウォール、サクソニー、シレジア、及びトルキスタン。

## 歴史
トルコ石のパステル色の色合いは古代の多くの大文明に愛された。トルコ石は、古代エジプト、アステカ、ペルシア、メソポタミア、インダス渓谷 、そして少なくとも殷王朝以来の古代中国の統治者を飾った。
他のシルクロードの産品と共にヨーロッパへ（トルコを経由して）導入された、古い宝石のうちの一つであるにもかかわらず、トルコ石は西洋では14世紀まで宝飾品として重要にならなかった。それは、カトリック教会の影響力が低下し、教会以外での宝飾品にトルコ石を使うことを認めるのを待たねばならなかったからである。
インドにおいては、明らかにムガル帝国時代までは知られておらず、日本においては18世紀まで知られていなかった。これらの文明の多くは皆、トルコ石がある種のお守りのような特質を有すると信じていた。つまり、着用者の健康状態によって色が変化し、悪い運の力から着用者を守ると考えられていた。
アメリカ原住民の歴史

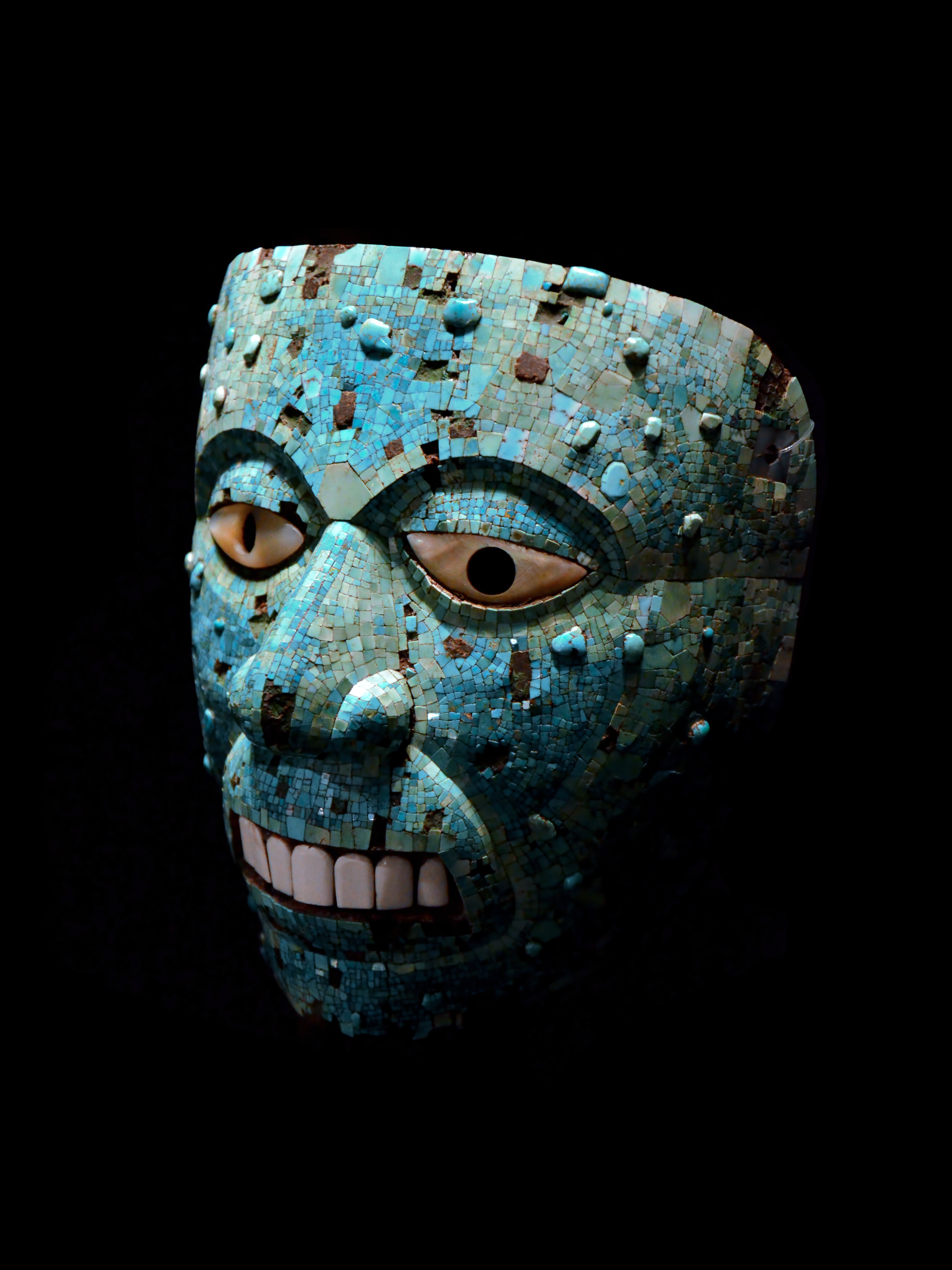
アステカの火神シウテクトリのターコイズモザイクを使った仮面

アステカ人は仮面（一部は本物の人間の頭蓋骨をベースに用いた）、ナイフおよび楯のような、人を刺激するための（そしておそらく儀礼用の）モザイク装飾へ、金、水晶、クジャク石、黒玉、硬玉、珊瑚および貝殻と共に、トルコ石を象眼した。装飾の基礎材料へトルコ石を接合するためには、天然樹脂、れき青、及びろうを用いた。基礎材料は通常は木だったが、骨と貝殻も用いられた。
アステカ人と同様に、プエブロ、ナバホおよびアパッチの種族は、トルコ石をお守りとして重用した。アパッチは、トルコ石を身に付けると射撃の正確さが上がると信じた。これらの民族の間では、トルコ石は彫刻品の中で、モザイク象眼として使用された。また、ドーナツ型のビーズや自由形のペンダントが作られた。
グランチャコの昔のプエブロ族（アナサジ族）および周囲の地域は、トルコ石製品の生産および取引で非常に繁栄したと考えられている。今日、ナバホおよび他の南西アメリカインディアンの種族によって生産される特産の銀の宝飾品は、むしろ現代になってから開発されたものである（ヨーロッパの影響の結果およそ1880年頃以降）。
中東地域
ペルシアでは、トルコ石が一千年の間事実上の国家の宝石だった。オブジェクト（ターバンから馬具まで）、モスク、およびイスファハンのメドレシ・シャー・フセイン・モスクのような他の重要な建物の内外を徹底的に飾るために、広範囲に使用された。ペルシア式のトルコ石およびその使用は、ムガル帝国の設立の後、インドへ伝わった。高いカラットの金の宝飾品（ルビーやダイヤモンドと共に）およびタージ・マハルのような建物でその影響が見られる。ペルシアのトルコ石は、しばしばアラビア文字で祈祷文が彫られ、その後、金で象眼された。 
輸入トルコ石のカボションは、珊瑚と共に、チベットおよびモンゴル（ここでは緑の色調がより好まれると言われている）の銀や金の宝飾品の中で広範囲に使用され、現在でもそうである。
エジプトでのトルコ石の使用は、第1王朝まで遡る。
さらに、トルコ石は指輪、及び胸飾り（pectorals）と呼ばれる大きな曲線を描くネックレスを飾った。その宝石は金の中にセットされ、ビーズに加工されたり、象眼として使用されたり、しばしば赤メノウやラピスラズリを伴って、コガネムシ（スカラベ）のモチーフの形に刻まれた。 コガネムシの彫刻の場合は有色のガラスが伴うこともあった。
ヨーロッパ
13世紀、十字軍によって西欧社会にもたらされたトルコ石は、落下、特に落馬事故から身を守る護符として男性に人気を博した。皇帝ルドルフ2世のお抱え医師であった17世紀の医学者アンセルムス・デ・ブートは父から贈られたトルコ石に落馬事故から命を救われたと書き残している。
19世紀中頃、そして20世紀始めに、フランス人によるツタンカーメンの墓を含むエジプトの遺跡の考古学的調査は、西洋世界の大衆の関心を大いに集め、そのために、当時の宝石、建築、および芸術に影響を与えた。トルコ石は、1810年頃以来そのパステル色の色合いのために既に愛されていたが、このときエジプト復興芸術の主要をなした。
同時代の西洋では、トルコ石は、しばしばアメリカインディアンのスタイルの、銀の指輪や腕輪にカボションカットで用いられるか、もしくは磨かれるか荒く削られネックレス中の大玉のビーズとして用いられることが最も多かった。小さめの素材は、ズニ族によって作られたもののような、物神の形に刻まれることもあった。強い空色のものが高い価値を持つ一方、緑と黄色のまだらの素材は職人に人気がある。また、西洋の文化ではトルコ石は12月の誕生石である。 
トルコ石はユダヤ教とキリスト教に共通する聖典の中で重要性を持っているかもしれない。出エジプト記（28:15-30）では、「裁きの胸甲」の構造が、アーロンの僧服の一部として記されている。エフォド（法衣）に付けられた胸甲は金にセットされ四列に並べられた12の宝玉で飾られた。それぞれの宝玉にイスラエルの12の種族のうちの1つの名前が彫られた。第3の列の中の4個の石のうち、1番目および第2のものは、様々な学者によってトルコ石と翻訳された。しかしながら、他の学者はそれぞれヒヤシンス石（ジルコン）と瑪瑙と翻訳して、見解が一致していない。また各石がどの種族を意味しているかに関しても見解が一致していない。

## 模造品
トルコ石の人造の模造品を最初に作ったのは、明らかにエジプト人である。エジプト人は、磨いたファイアンス焼きの陶器を用いていた。後には、ガラスやエナメルも用いられた。
近代ではさらに洗練されたセラミックス、磁器、プラスチック、ならびにさまざまな組み立て、圧縮、接着および焼結された材料（さまざまな銅とアルミニウムの化合物）が開発されている。後者の例として、オレイン酸銅で着色し沈殿させたリン酸アルミニウムでできている「ウイーン風トルコ石」、bayeriteとリン酸アルミニウムの混合物「ネオリス」というのがある。こうした製品のほとんどは、物性、化学特性において自然のトルコ石とは明らかに異なる。しかし、1972年にピエール・ギルソンは真の合成過程に極めて近いものを開発した（使っている結合剤が違うために化学組成は本物とは異なるので、合成品というよりも模擬製品simulantというべきものである）。ギルソンのトルコ石は、均一な色合いと、黒い「蜘蛛の巣状の基質」を備えており、天然のネバダのものとは似ていない脈状配列を持つ。

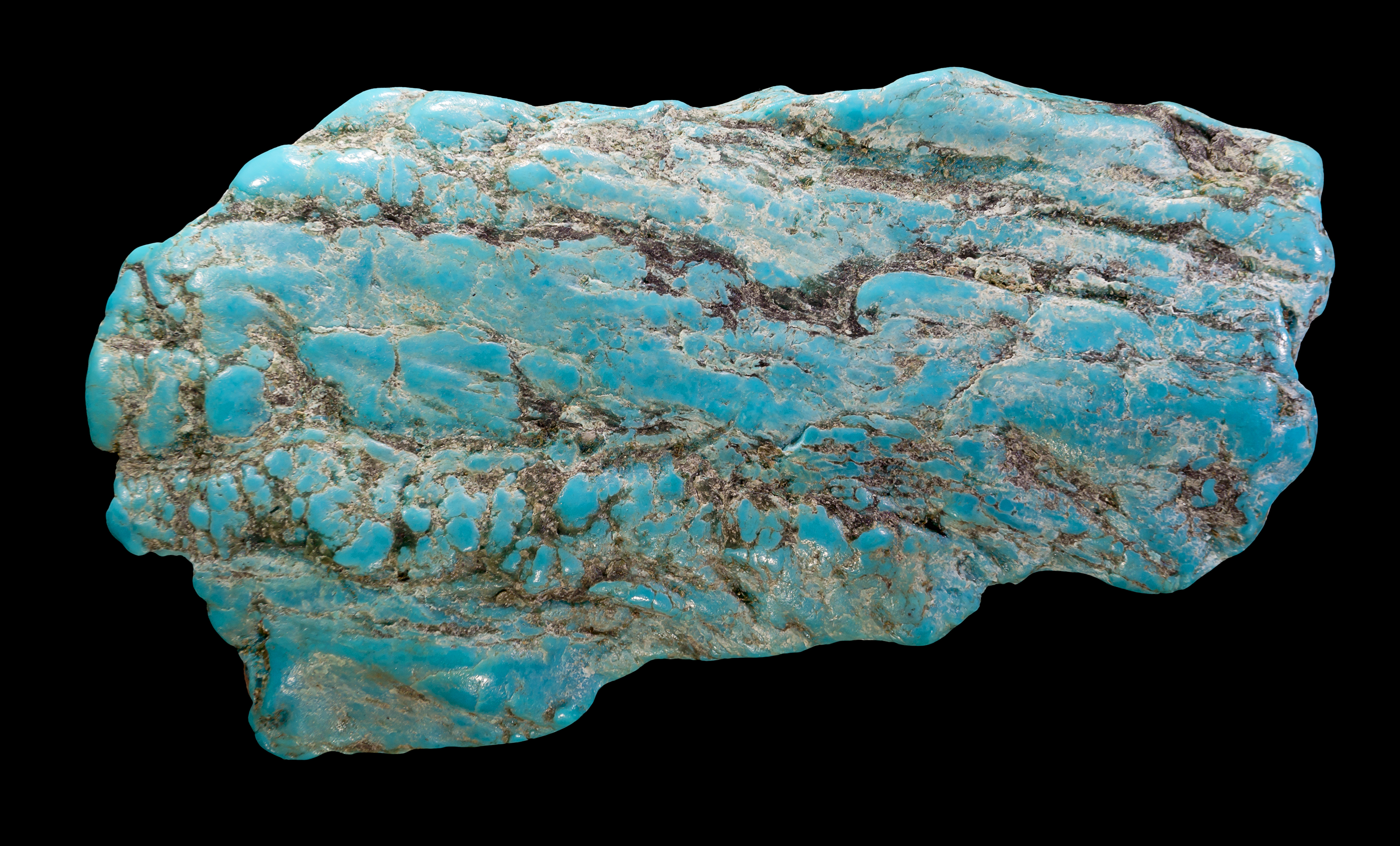
ハウライトを着色した模造品

今日目にするもっとも一般的なトルコ石の模造品は、染色されたハウライトとマグネサイトである。どちらも自然な状態では白色である。前者はトルコ石に似た（それらしい）黒い脈状配列を持っている。染色された玉髄、碧玉、大理石は、それぼど一般的ではないし、あまりそれらしくない。その他の天然の素材で、トルコ石と間違えることがある、あるいはトルコ石の代用として用いられることがあるのは、バリッシャー石、ファウスト石(トルコ石の銅が亜鉛に置き換わったもの)、珪孔雀石（特に石英を含有しているもの）、天藍石、菱亜鉛鉱、異極鉱、ウォード石、および、藍鉄鉱に置き換わったために青い色に着色された、「歯トルコ石」と呼ばれる化石の骨または歯など。今日ではほとんど目にすることはないが、歯トルコ石はかつては特にトルコ石の代用品として、南フランスで大量に採掘されていた。
こういった偽物は、第一に拡大鏡を用いた非破壊の表面構造検査を始めとするいくつもの検査を用いれば、宝石学者なら見分けられる。模様のない青白い背景に、白っぽい斑点またはまだらが見えるのが、天然のトルコ石の典型的な外見である。一方で、人造の模造品は、色（一様な濃い青のことが多い）、模様（粒子状または砂糖状であることが多い）の両方で根本的に違っているのである。ガラスやプラスチックは、透明度がずっと高く、しばしば表面からすぐ内側に泡や流れ線が見える。染色された模造品では、結晶粒界に染料のしみが見えることがある。
しかし、破壊検査が必要な場合もある。例えば、希塩酸を加えると、歯トルコ石の炭酸塩やマグネサイトでは泡が出るし、ハウライトは緑色を呈する。一方、加熱プローブを用いると、プラスチックならば特有の刺激臭が出る。比重、屈折率、光吸収（吸収スペクトルで明らか）、およびその他の物理特性、光学特性もまた、識別の手段と考えられる。
模造品のトルコ石は非常に広く普及しているので、本物のトルコ石より数においてはるかに上回っているだろう。ネイティブアメリカンやチベット人の「正真正銘の」宝石で用いられる素材ですら、模造品か、よくてかなり人工的な処理が加えられたものである。

## 人工処理
トルコ石は、色の良さと耐久性を上げる（すなわち、硬度を増やし空隙率を下げる）ことを狙って人工処理される。歴史上最初に（古代から）行われた人工処理は、軽くワックスと油を塗ることだった。これにより、濡れ効果（色とつやを増すため）を与えたのである。この処理は、多かれ少なかれ伝統として受け入れられている。通常高いグレードの素材に対して行われたためでもある。
それに対し、後世の、人工処理しなければ売り物にならないようなアメリカ産のもろい素材に対して、エポキシ、プラスチック（例えばポリスチレン）、および水ガラスを高圧注入する手法（これによって耐久性を増すばかりでなく濡れ効果を与える意味合いもある）は、あまりにも急進的な合成であるとして一部からは拒絶された。
プラスチックや水ガラスは、耐久性を増すという点では、技術的には油やワックスよりも勝っている。はるかに永久的で、安定で、かつ油やワックスが十分に効き目を発揮するにはもろ過ぎるような素材に対しても適用できるためである。こうした素材は「結合された」または「安定化された」トルコ石と呼ばれる。エポキシ結合技術は、1950年代に、アリゾナのColbaugh処理施設（今日でも稼動している）で初めて開発された。アメリカ産の素材の大部分は、現在この方法で処理されている。
油やワックスを塗った石は、あまり高くない高温、または日光に晒され過ぎると、油脂分が溶けて液体になることが避けられない。また、時間が経つと表面に白い膜や粉が生じることがある（いくらかの技量があれば油、ワックス処理は再生できる）。染料は、トルコ石の網目を黒っぽくするためにも用いられる。
最も急進的な人工処理は「再構築」だろう。これは、おそらく単独では小さすぎて使えない細かい素材を粉末化し、結合して一個の大きな形にするものである。こうした「再構築」された素材の原料のほとんどは、（天然の物質をまったく含まない）完全な偽造、または、異質な充填剤が加えられていることがある（上記の模造品の項を参照）。
また別の人工処理のひとつとして、（詳細は公開されていないが）いわゆるザッカリー法がある。開発者であり電気技師、トルコ石貿易家でもあるジェームス・E・ザッカリーの名にちなんで名づけられた。この工程は、少なくとも中程度のグレードの素材だけを使って、トルコ石をより堅く、よりよい色とつやを与えるのだと主張している。
宝石でよくあるのと同様に、完全に開示されていないことが頻繁にある。したがって、疑わしい石について人工処理を検知することはさまざまな検査方法を用いる、宝石学者に頼ることになる（その一部は破壊検査である。例えば目立たないしみに加熱プローブを使うことで油、ワックスか、またはプラスチック処理を確信を持って検知することができる）。

## 価値付けと手入れ

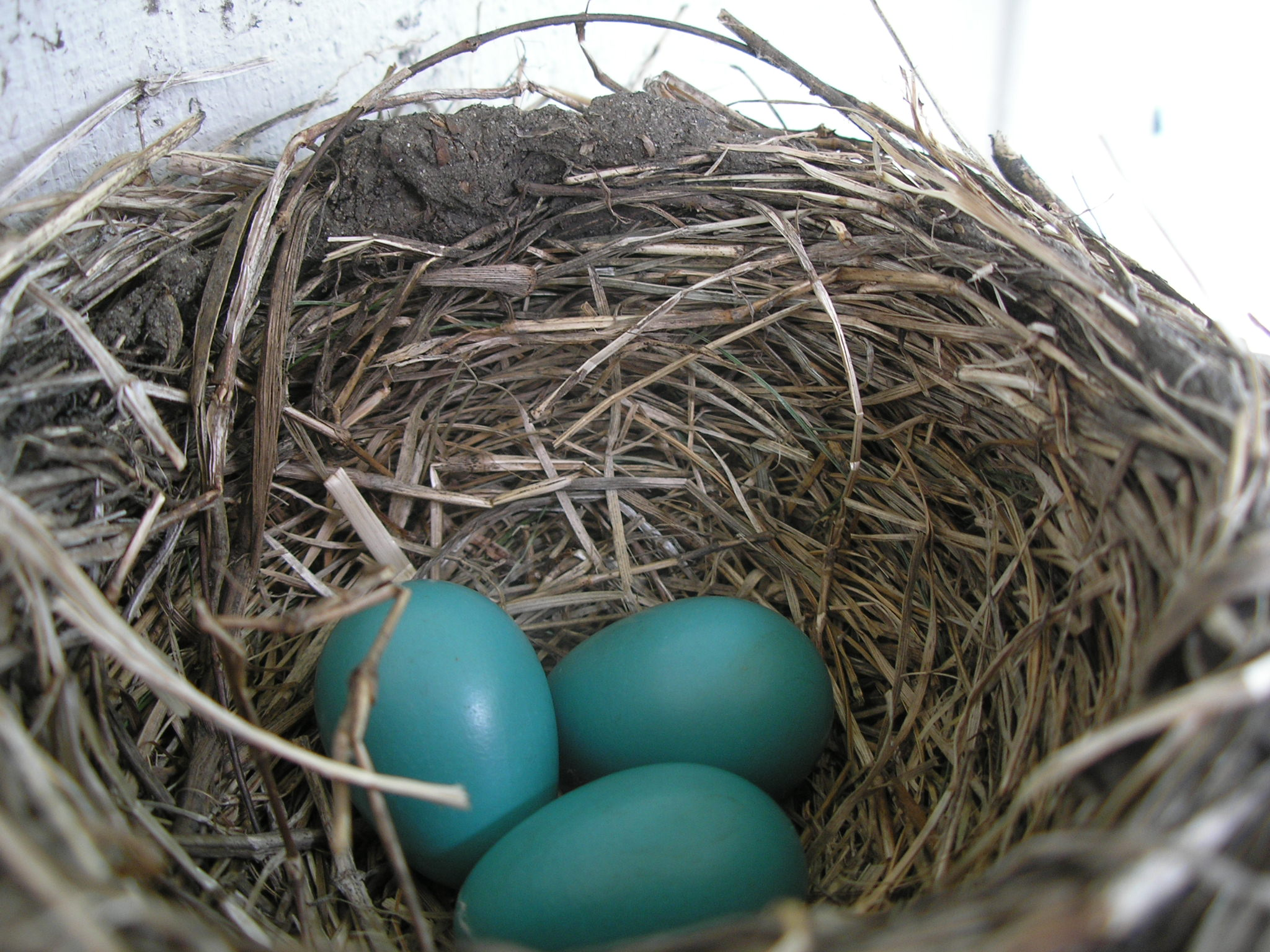
アメリカンロビン の卵と巣

色の豊かさはトルコ石の価値を決める主要な要素である。一般的に言って、最も望ましい色合いは、濃い空色か「ロビン（＝アメリカンロビン）の卵色」の青とされる。緑色が増える、色が薄くなる、または斑点があるごとに価値は下がる。しかしチベットやネパール、ブータンでは緑っぽい青が好まれるという。どのような色であれ、トルコ石は過剰に軟らかかったりチョーク状に脆かったりしてはならない。そのような品位の低い素材（大部分のトルコ石がそうなのであるが）は、たとえ人工処理を加えたとしても、時間と共に色あせたり色が落ちたりして、通常の宝飾品としての使用には耐えられない。
トルコ石が見つかる母岩が、しばしば石全体に網目状に走る茶色～黒の汚れ、または石理として存在することがある。この石理は、石をより美しく見せるようなものであれば石の価値を高めることもあるが、そのようなことは稀である。このような素材は、「蜘蛛の巣状の母岩」と表現され、米国の南西部と中東ではもっとも価値が高いとされるが、無傷で石理も無いものが理想とされる。どれだけ石理が石をより美しくするとしても、近東ではあまり高く評価されない。
色の均一さも要求される。また、人工処理されたものについては、加工の品質も要素のひとつになる。これには、研磨の品質や石の左右の釣り合いも含まれる。正確に測定された石、すなわち標準的なセッティングの宝石測定法に則っているものは、おそらくより好まれるだろう。珊瑚やその他の不透明な宝石と同様に、トルコ石はカラット重量よりもむしろ物理的な大きさに応じた値段で売られている。
トルコ石は、さまざまな方法で人工的に処理される。その一部はより恒久的で急進的である。こうした人工処理を受け入れるべきかどうかについては議論があるが、ある方法は全体としては多かれ少なかれ許容されている。それは、ほとんどのトルコ石に色とつやを良くするために軽くワックスか油を塗ることである。もし始めからその素材が高い品質のものであったなら、トルコ石にはごく少量のワックスや油しか吸収されないので、そのような非恒久的な処理に美観を“頼る”ことはないのである。人工処理されているかどうか以外の要素が全て同等であれば、人工処理されていない素材が常により高い価値を持つ。接着された、または「再構築された」素材はかなり価値が下がる。
リン酸系の鉱物であるため、トルコ石は本質的に脆く、また溶媒に弱い。したがって、香水やその他の化粧品はトルコ石を腐食し色合いを変えてしまうことがある。皮脂も同様である。直射日光に長く曝すと、トルコ石は退色または脱水することがある。したがって、身に付けるときは、化粧品（日焼け止め剤やヘアスプレーを含む）はトルコ石を身に付ける前に付けなければならない。また、ビーチやその他強い日光に当たる環境では身に着けてはならない。使用後は、残渣を取り除くため柔らかい布で優しく拭き、他のより硬い宝石でひっかき傷を作らないよう別の箱に分けて保管しなければならない。